# アマガミ キャラクターソング
『アマガミ キャラクターソング』は、PlayStation 2用ゲームソフト『アマガミ』のキャラクターソングによるマキシシングル盤音楽CDシリーズ。

## 概要
2009年6月26日から2010年3月19日にかけて、全11点がTWOFIVE RECORDSから発売された。
梅原正吉&高橋麻耶&上崎裡沙 「ソエンCD」は、2009年12月のコミックマーケット77とTWOFIVEサイト通販で先行販売された後、2010年3月19日に正式発売された。vol.3+4 紗江&美也 「C76限定 ナカヨシCD」は名称通り、2009年8月のコミックマーケット76での限定販売。vol.7+8 はるか&響 「C77限定 アコガレCD」は、コミックマーケット77とTWOFIVEサイト通販での限定販売。 
各CDにはゲームBGM同様、FM音源によるクラシックモードアレンジバージョンも同時収録。また、vol.1からvol.8には、想いを一人語りするヒロインのモノローグドラマが第3トラックに収録されている。vol.3+4 「ナカヨシCD」とvol.7+8 「アコガレCD」においては、該当ヒロイン二人によるショートドラマが第5トラックに収録。
なお、アニメ『アマガミSS』のキャラクターソングはTWOFIVE RECORDSではなく、ポニーキャニオンからの発売となっている。そちらについてはアマガミSSキャラクター別エンディングテーマを参照。

## リリース一覧

### vol.1 桜井梨穂子
1. DJK
作詞：ドン・マッコウ、作曲：RKMAN.・岩垂徳行
2. DJK 〜Classic mode arrange〜
3. Monologue
4. DJK 〜Classic mode arrange〜 INST.ver.
5. DJK 〜backing track〜

### vol.2 絢辻詞
1. Afterglow
作詞・作曲：ドン・マッコウ、編曲：A-CHAP
2. Afterglow 〜Classic mode arrange〜
3. Monologue
4. Afterglow 〜Classic mode arrange〜 INST.ver.
5. Afterglow 〜backing track〜

### vol.3 中多紗江
1. Wish“ちょっぴりの勇気”
作詞・作曲：ドン・マッコウ、編曲：岩垂徳行
2. Wish“ちょっぴりの勇気” 〜Classic mode arrange〜
3. Monologue
4. Wish“ちょっぴりの勇気” 〜Classic mode arrange〜 INST.ver.
5. Wish“ちょっぴりの勇気” 〜Backing track〜

### vol.4 美也
1. Grown up!
作詞・作曲：ドン・マッコウ、編曲：村木康生
2. Grown up! 〜Classic mode arrange〜
3. Monologue
4. Grown up! 〜Classic mode arrange〜 INST.ver.
5. Grown up! 〜Backing track〜

### vol.5 七咲逢
1. trust
作詞：ドン・マッコウ、編曲：岩垂徳行
2. trust 〜Classic mode arrange〜
3. Monologue
4. trust 〜Classic mode arrange〜 INST.ver.
5. trust 〜Backing track〜

### vol.6 棚町薫
1. Thanksgiving
作詞：ドン・マッコウ、作曲・編曲：RKMAN.
2. Thanksgiving 〜Classic mode arrange〜
3. Monologue
4. Thanksgiving 〜Classic mode arrange〜 INST.ver.
5. Thanksgiving 〜Backing track〜

### vol.7 森島はるか
1. わんわんディスコフィーバー
作詞・作曲：ドン・マッコウ
2. わんわんディスコフィーバー 〜Classic mode arrange〜
3. Monologue
4. わんわんディスコフィーバー 〜Classic mode arrange〜 INST.ver.
5. わんわんディスコフィーバー 〜Backing track〜

### vol.8 塚原響
1. 恋の偏差値
作詞：ドン・マッコウ、作曲：RKMAN.
2. 恋の偏差値 〜Classic mode arrange〜
3. Monologue
4. 恋の偏差値 〜Classic mode arrange〜 INST.ver.
5. 恋の偏差値 〜Backing track〜

### 梅原正吉&高橋麻耶&上崎裡沙「ソエンCD」
1. 男泣き
2. I dream “like a girl”
3. Secret room
4. 男泣き 〜Classic mode arrange〜
5. I dream “like a girl” 〜Classic mode arrange〜
6. Secret room 〜Classic mode arrange〜
7. 男泣き 〜Classic mode arrange〜 INST.ver.
8. I dream “like a girl” 〜Classic mode arrange〜 INST.ver.
9. Secret room 〜Classic mode arrange〜 INST.ver.
10. 男泣き 〜Backing track〜
11. I dream “like a girl” 〜Backing track〜
12. Secret room 〜Backing track〜

### vol.3+4 紗江&美也「C76限定 ナカヨシCD」
1. Wish“ちょっぴりの勇気”
作詞：ドン・マッコウ、作曲：ドン・マッコウ・岩垂徳行
2. Grown up!
作詞・作曲：ドン・マッコウ、編曲：村木康生
3. Wish“ちょっぴりの勇気” 〜Classic mode arrange〜
4. Grown up! 〜Classic mode arrange〜
5. ショートドラマ
6. Wish“ちょっぴりの勇気” 〜Classic mode arrange〜 INST.ver.
7. Grown up! 〜Classic mode arrange〜 INST.ver.
8. Wish“ちょっぴりの勇気” 〜Backing track〜
9. Grown up! 〜Backing track〜

### vol.7+8 はるか&響「C77限定 アコガレCD」
1. わんわんディスコフィーバー
作詞・作曲：ドン・マッコウ
2. 恋の偏差値
作詞：ドン・マッコウ、作曲：RKMAN.
3. わんわんディスコフィーバー 〜Classic mode arrange〜
4. 恋の偏差値 〜Classic mode arrange〜
5. ショートドラマ
6. わんわんディスコフィーバー 〜Classic mode arrange〜 INST.ver.
7. 恋の偏差値 〜Classic mode arrange〜 INST.ver.
8. わんわんディスコフィーバー 〜Backing track〜
9. 恋の偏差値 〜Backing track〜